# George Barnard (Zoologe)
George Barnard (* 30. März 1831 in Chislehurst, London; † 11. März 1894 in Launceston, Tasmanien) war ein britischer Ornithologe und Entomologe.

## Leben
George Barnard besaß eine große Sammlung von Insekten mit dem Schwerpunkt auf Schmetterlingen und Käfern und eine große Sammlung von Vogeleiern. 1891 baute er auf seinem Anwesen in Coomooboolaroo ein Museum für seine Sammlungen. Nach seinem Tod wurde die Insektensammlung vom Walter Rothschild Zoological Museum in Tring gekauft. Albert Stewart Meek, der mit Barnard befreundet war, hatte Lord Rothschild auf diese Sammlung aufmerksam gemacht.
Barnard schrieb zahlreiche vogelkundliche Beiträge für Alfred John Norths Catalogue of the Nests and Eggs of Birds Found Breeding in Australia and Tasmania (1889). Seine erste Frau, Maria Barnard, lieferte Zeichnungen der Vögel. Das Paar hatte sieben Kinder, darunter Charles Ashmall Barnard (1867–1942), Gründungsmitglied und später Präsident der Royal Australasian Ornithologists Union.